# Luigi Faggioni
Luigi Faggioni (La Spezia, 9 novembre 1909 – Chiavari, 23 maggio 1991) è stato un ammiraglio italiano, ufficiale della Regia Marina, incursore della Xª Flottiglia MAS, e successivamente della Marina Militare italiana.
Per le sue azioni gli venne concessa la Medaglia d'Oro al Valor Militare nel 1941.

## Biografia
Nato nella frazione spezzina di Cadimare, dopo l'Accademia Navale ricoprì vari incarichi, specialmente su unità siluranti ma anche sul cacciatorpediniere Zeffiro e come insegnante nelle Scuole C.R.E.M.; nel 1937 venne posto in comando di MAS e successivamente ufficiale di ordinanza dell'ammiraglio Eugenio di Savoia. Nel giugno 1940, alla vigilia del secondo conflitto mondiale, fu assegnato alla 1ª Flottiglia MAS, successivamente rinominata in Xª Flottiglia MAS.

Il relitto della HMS York ispezionato da una squadra di marinai della torpediniera Sirio dopo la resa di Creta

L'azione per la quale gli venne concessa la decorazione fu quella del 25 marzo 1941: sei barchini esplosivi presero di mira diverse unità nemiche nella baia di Suda, a Creta, affondando fra l'altro l'incrociatore York. L'incursione, con al comando l'allora tenente di vascello Luigi Faggioni, venne effettuata appunto da sei MTM che riuscirono a forzare durante la notte le ostruzioni della baia e rimasero in attesa fino a che le luci dell'alba permisero di individuare chiaramente le sagome degli obbiettivi ancorati in rada. Il barchino pilotato dal sottotenente di vascello Angelo Cabrini, centrò lo York, che si adagiò sul fondale, ma con danni talmente gravi che non venne comunque recuperato; un secondo barchino, pilotato dal sergente cannoniere Emilio Barberi, che per l'azione verrà decorato con la medaglia d'oro al valor militare, centrò la petroliera Pericles, mentre un terzo barchino, pilotato dallo stesso Faggioni, mancò il suo bersaglio programmato centrando un molo. Le altre tre unità ebbero problemi di natura meccanica o relativi ai malesseri dei piloti dovuti alle condizioni estreme nelle quali operavano; gli equipaggi causarono quindi l'affondamento dei loro mezzi. Faggioni venne preso prigioniero dagli inglesi.
Dopo la sua liberazione nel 1944 partecipò alle ultime fasi della campagna d'Italia come comandante in seconda di Mariassalto, il nome dei reparti incursori del Regno d'Italia dopo l'8 settembre 1943. Finita la guerra, ebbe il comando prima del 6º e poi del 4º Gruppo Dragaggio e, dopo la promozione a capitano di fregata, il comando della 1ª Squadriglia Torpediniere.
Dopo la promozione a capitano di vascello nel 1956, ebbe prima il comando del Centro Subacqueo ed Incursori del Varignano (La Spezia), la sede del COMSUBIN e quindi quello del 5º Gruppo Navale. Nel 1960 partecipò ai lavori del Consiglio Superiore delle Forze Armate; promosso contrammiraglio, nel gennaio 1963 assunse il comando del Comar di La Spezia.
Dopo la promozione ad ammiraglio di divisione e la residua carriera, venne posto in ausiliaria, e promosso ammiraglio di squadra nella riserva della Marina Militare.